# Paul Scholes
Paul Scholes (født 16. november 1974) er en engelsk fodboldekspert, og tidligere fodboldspiller og træner. Han spillede i sin karriere som midtbanespiller, og tilbragte hele sin spillerkarriere med Manchester United. Han anses som en af de bedste midtbanespillere nogensinde, og er især kendt for sin teknik, målnæse og afleveringsevner.
Scholes er en af de mest succesfulde spillere nogensinde, og vandt i sin karriere Premier League 11 gange, næstflest nogensinde kun overgået af Ryan Giggs. Han var også del af at vinde UEFA Champions League to gange. Han opnåede at spillede 718 kampe for Manchester United, tredjeflest nogensinde efter Giggs og Bobby Charlton.

## Klubkarriere

### Manchester United

#### Tidlige karriere
Scholes blev del af Manchester Uniteds akademi i 1991. Han blev her del af den gruppe unge spillere som kom igennem ungdomsakademiet i starten af 1990'erne som fik kælenavnet Fergie's Fledglings. Han var her blandt spillere som Gary Neville, Phil Neville, Ryan Giggs og David Beckham.
Han debuterede for førsteholdet den 21. september 1994 i en League Cup-kamp imod Port Vale. Han scorede to mål på sin debut, da United vandt 2-1. Tre dage senere debuterede han i Premier League i et 3-2 nederlag til Ipswich Town, og han scorede også her. Han blev i løbet af de næste sæsoner etableret på førsteholdet, og især fra 1997-98 sæsonen af var han etableret som en fast mand i startsopstillingen.

#### Treble-vinder
Scholes var i 1998-99 sæsonen med til at vinde The Treble, da United i sæsonen vandt Premier League, FA Cup og Champions League. Scholes var en vigtig spiller gennem hele sæsonen, men måtte side Champions League-finalen over, da han på grund af for mange gule kort var suspenderet.
Den 25. marts 2000 scorede Scholes en helflugter i en kamp imod Bradford City som anses som en af de bedste flugtere i Premier League nogensinde. En uge senere scorede han det første hattrick i sin karriere, da han scorede tre mål i en 7-1 sejr over West Ham United.
Efter adkomsten af Juan Sebastián Verón i sommeren 2001, begyndte Scholes at spille i en mere offensiv rolle. Hans første sæson i denne rolle var til tider skuffende, men i 2002-03 sæsonen havde Scholes sin bedste målscoringssæson i sin karriere, da han scorede 14 ligamål og 20 i alt.
Hans nok bedste sæson i sin karriere kom i 2006-07. Han blev i sæsonen nomineret til PFA Player of the Year, som dog blev vundet af hans holdkammerat Cristiano Ronaldo.

#### Champions League-vinder og senere år
Scholes døjede med skadesproblemer i den første halvdel af 2007-08 sæsonen, men vendte tilbage i løbet af 2008. Han spillede herefter en central rolle i, at United nåede til Champions League-finalen, da han scorede det vindene mål i semifinalen imod Barcelona. Scholes spillede fra start af i finalen, da United vandt over Chelsea i straffesparkskonkurrence.
Scholes scorede den den 6. marts 2010 sit Premier League-mål nummer 100, og blev hermed den kun 19. spiller til at opnå dette antal.
Efter at Manchester United havde sikret deres 19. engelske mesterskab, en ny rekord, så annoncerede Scholes den 31. maj 2011 at han stoppede spillerkarrieren.

#### Retur
I januar 2012 vendte Scholes tilbage til United, da han lavede en aftale om at spille for klubben for resten af sæsonen. United havde i perioden døjet med en skadeskrise, og Scholes havde genfundet lysten til at spille efter at have været del af trænerstaben hos United. Den 14. januar scorede han sit første mål siden han vendte tilbage i en 3-0 sejr over Bolton Wanderers.
Scholes forlængede i maj 2012 sin kontrakt med United, så han også ville spille i 2012-13 sæsonen. Den 15. september 2012 spillede han sin kamp nummer 700 for United, og scorede her i en 4-0 sejr over Wigan Athletic. Han var i sæsonen med til at vinde Uniteds 20. mesterskab, og hans 11. som spiller. Ved udgangen af sæsonen stoppede han for anden gang spillerkarrieren.

### Royton Town
I 2018 spillede Scholes to kampe for hans søns amatørhold Royton Town i den 11. bedste række i England.

## Landsholdskarriere

### Ungdomslandshold
Scholes har repræsenteret England på U/18-niveau. Han var del af Englands trup som vandt U/18 Europamesterskabet i 1993.

### Seniorlandshold
Scholes debuterede for Englands landshold den 24. maj 1997 i en venskabskamp imod Sydafrika. Han blev herefter etableret som en fast mand på holdet, og var del af Englands trupper til flere internationale tuneringer.
Scholes chokerede fodboldverdenen i 2004, da han umiddelbart efter EM 2004 annoncerede at han stoppede på landsholdet. Han forklarede denne beslutning med, at han ønskede at tilbringe mere tid med sin familie og fokusere på sin karriere med Manchester United. Det har dog ofte været spekuleret at oversagen var, at han under EM 2004 var blevet presset til at spille som venstrefløj for at gøre plads til Frank Lampard og Steven Gerrard på midtbanen.

## Klubejerskab og trænerkarriere

### Klubejer
I 2014 blev det annonceret at Scholes sammen med sine tidligere holdkammerater Gary Neville, Phil Neville, Ryan Giggs og Nicky Butt købte fodboldklubben Salford City, som på tidspunktet spillede i den ottende bedste række i England. Få måneder senere købte den singaporeanske milliardær Peter Lim halvdelen af klubben.

### Træner
Scholes og Phil Neville trådte i januar 2015 ind som midlertidige trænere for Salford City, efter fyringen af træner Phil Power.
Scholes blev i februar 2019 hyret som træner for Oldham Atheltic, men efter bare syv kampe så sagde han op, efter han følte at klubbens ejer blandede sig for meget i hans arbejde.
I oktober 2020 vendte Scholes tilbage som midlertidig Salford træner efter fyringen af Graham Alexander. Han forblev i rollen i en måneds tid, før at klubben hyrede Richie Wellens som fast manager.